# Vincent Hugo Bendix
Vincent Hugo Bendix (Moline, Ilinóis, 12 de dezembro de 1881 — 27 de março de 1945) inventor e industrial estadunidense.
Vincent Bendix foi um pioneiro e líder das indústrias automotiva e aérea durante as décadas de 1920 e 1930.

## Vida
Vincent Hugo Bendix nasceu em Moline (Illinois). Foi o mais velho dos três filhos do clérigo metodista Jann Bengtsson, natural de Angermânia, Suécia, e sua mulher Anna Danielson, também uma imigrante da Suécia. Quando em Moline o nome da família foi mudado para "Bendix". Eles depois mudaram-se para Chicago.

## Carreira
Vincent Bendix fundou a Bendix Corporation em Chicago em 1907, fabricante de automóveis, chamados Bendix Buggies. Após dois anos, tendo produzido 7 mil veículos, a companhia faliu. Em 1910, contudo, Bendix inventou e patenteou o Bendix, uma engrenagem que pode se acoplar a um motor com velocidade rotacional nula e então (com a ajuda de um solenoide que move o eixo no qual a engrenagem foi montada) puxada de volta desengatando automaticamente a altas velocidades (normalmente a velocidade de partida do motor). Este mecanismo tornou o motor de arranque prático para motores de automóvel e depois para motores de aeronaves e outros veículos motorizados.
Em 1923 Bendix fundou a Bendix Brake Company, que adquiriu os direitos de patente de Henri Perrot para o projeto de freios a tambor. Henri Perrot foi um engenheiro francês que patenteou seus projetos para freios a tambor e sapata. Em 1924, após um encontro em um show de automóveis europeu, Vincent Bendix adquiriu a licença para fabricar o invento patenteado de Perrot.
Iniciou a Bendix Aviation Corporation em 1929, e fundou a Transcontinental Bendix Air Race em 1931. Em 1942 iniciou a Bendix Helicopters, Inc. A Bendix Aviation e a Bendix Brake foram mais tarde denominadas Bendix Corporation.

## Honrarias
- 1929 - Knight da Ordem da Estrela Polar
- 1931 - Presidente da Society of Automotive Engineers
- 1936 - Knight da Legião de Honra
- 1984 - Incluído na Automotive Hall of Fame[7]
- 1991 - Incluído na National Aviation Hall of Fame[1]